# Acharnae
Acharnae, Acharnai, Acharne, Akharnes, Akharne, Akharnai, Aharnes, Aharnai, Aharne (Αχάρναι, Αχάρνες) este un oraș în Grecia.
- Cod poștal: 136 71